# Raimundo VII de Tolosa
Raimundo VII de Tolosa (Beaucaire, julho de 1197 - Millau, 27 de setembro de 1249) foi conde de Tolosa, duque de Narbona e marquês da Provença. Filho de Raimundo VI de Tolosa e de Joana de Inglaterra sucedeu ao seu pai em 1222.
Esteve casado com a infanta Sancha, filha do rei Afonso II de Aragão, o que influiu na ajuda que o seu cunhado Pedro II de Aragão prestaria à sua família em diferentes momentos da guerra. Casou-se em segundas núpcias com Margarita de Lusinhão (1228-1288), filha do conde Hugo X de Lusinhão, casamento que seria declarado nulo por um jurado enviado pelo Papa.

## A reconquista occitana e o fim da cruzada
As terras do conde Raimundo VI vinham sendo palco de uma guerra de origem religiosa desde que em 1208 o Papa Inocêncio III ditara um édito contra o conde occitano. Em 1215 após a vitória cruzada na Batalha de Muret (1213) e a nomeação de Simão IV de Montfort como conde de Tolosa no Concílio de Latrão IV o conde e os seus chegados viram-se forçados ao exílio, parecendo assim perdida a causa occitana.
Contudo, à morte do Papa em 1216 seguiu um levantamento geral em todo o Languedoque que foi aproveitado por Raimundo VI para lançar um contra-ataque. Desembarcou em Marselha em companhia do seu filho em maio e sitiou Beucaire, tomando-a em 24 de agosto. Seguidamente começa a reconquista dos seus territórios, primeiro contra Simão de Monforte (morto em 1218 durante o sítio de Tolosa) e depois o seu filho Américo VI de Monforte.
Morto o seu pai em 1222 Raimundo VII viria levar o peso da guerra nos anos seguintes. Em 1225 foi excomungado pelo concílio de Bourges e começou uma nova cruzada contra ele. Vencido pelas tropas reais, viu-se forçado a assinar os humilhantes termos do tratado de Paris (1229) pelo qual cedia o antigo viscondado dos Trencavel ao rei da França, e permitia que a sua única filha e herdeira, Joana, se casasse com Afonso de Poitiers, irmão de Luís. À sua morte, o seu genro tornou-se conde de Tolosa e, após a morte sem descendência deste último, o condado foi unido à Coroa da França.
Está enterrado na Abadia de Fontevraud, perto de Anjou.